# Allomorphinella
Allomorphinella es un género de foraminífero bentónico de la subfamilia Chilostomellinae, de la familia Chilostomellidae, de la superfamilia Chilostomelloidea, del suborden Rotaliina y del orden Rotaliida. Su especie tipo es Allomorphina trigona. Su rango cronoestratigráfico abarca el Cretácico superior.

## Clasificación
Allomorphinella incluye a las siguientes especies:
- Allomorphinella contraria†
- Allomorphinella lublinensis†
- Allomorphinella nonioninoides†
- Allomorphinella trigona†